# Duitsland op het Eurovisiesongfestival 1960
De Schlagerparade 1960 was de West-Duitse voorronde voor het Eurovisiesongfestival 1960. Het was de eerste van de twee keren dat deze wedstrijd de deelnemer voor het Songfestival opleverde. 

## Uitslag
| Nr. | Artiest                   | Lied                                | Plaats |
| --- | ------------------------- | ----------------------------------- | ------ |
| 1   | Angèle Durand & Rex Gildo | Abitur der liebe                    | ?      |
| 2   | Gerhard Wendland          | Alle wunder dieser welt             | 3de    |
| 3   | Gitta Lind                | Auf der strasse der träume          | ?      |
| 4   | Wyn Hoop                  | Bonne nuit, ma chérie               | 1ste   |
| 5   | Gerd Ströhl               | Das herz einer frau                 | ?      |
| 6   | Rainer Bertram            | Ein Picasso in der liebe            | ?      |
| 7   | Ingrid Werner             | Ich hab' ein hobby                  | ?      |
| 8   | The Charming Boys         | Oh little Joe                       | ?      |
| 9   | Tony Sandler              | Oh, wie schön                       | ?      |
| 10  | Heidi Brühl               | Wir wollen niemals auseinandergehen | 2de    |

1956 · 1957 · 1958 · 1959 · 1960 · 1961 · 1962 · 1963 · 1964 · 1965 · 1966 · 1967 · 1968 · 1969 · 1970 · 1971 · 1972 · 1973 · 1974 · 1975 · 1976 · 1977 · 1978 · 1979 · 1980 · 1981 · 1982 · 1983 · 1984 · 1985 · 1986 · 1987 · 1988 · 1989 · 1990 · 1991 · 1992 · 1993 · 1994 · 1995 · 1996 · 1997 · 1998 · 1999 · 2000 · 2001 · 2002 · 2003 · 2004 · 2005 · 2006 · 2007 · 2008 · 2009 · 2010 · 2011 · 2012 · 2013 · 2014 · 2015 · 2016 · 2017 · 2018 · 2019 · 2020 · 2021 · 2022 · 2023 · 2024 · 2025
België · Denemarken · Frankrijk · Italië · Luxemburg · Monaco · Nederland · Noorwegen · Oostenrijk · Verenigd Koninkrijk · West-Duitsland · Zweden · Zwitserland